# 三元里抗英事件
三元里抗英事件（英語：Sanyuanli incident）是第一次鴉片戰爭时期30名印度人组建的英属印度陆军小分队與广州农民在广州郊外三元里发生的衝突事件。此次冲突事件始于1841年5月29日，终于1841年5月31日。
据英军司令卧乌古（Hugh Gough）的报告，三元里冲突中，英军只战死5名，负伤23人，其中，英军少校军需官Beecher因“疲劳过度而死”（一说中暑死亡）。而且英軍失利的主要原因是当时突发大雨，英军该支队被困稻田中枪支受潮不能开火。
历史学家专家何书彬称，就在三元里民众“抗英”的同时，也有不少人“援英”，包括三元里在内的广州一带大批民众自动充当英国军队后援，冒着枪林弹雨为英军背送弹药，刺探情报，甚至参与作战。据《道光朝筹办夷务始末》记载，仅三元里一地，就有1200人后来被查出曾帮助过英军。

## 事件背景
1841年5月，英国舰队停泊在广州城外的水面，等待清朝政府在和战之间作出最后的选择。这一年是鸦片战争的第二个年头。但是，清朝最高统治者道光皇帝的态度摇摆不定，时而主战，时而主和。此时，主战的奕山替代了主和的琦善。他调兵遣将，将广州城的守备军力（包括乡勇）扩充到了8万人。21日晚间，他密令炮船偷袭英舰。此后几天，清军的水上力量遭到了英军的强力反击。这场水战之后，广州方面认为，英军水上实力了得，但若登陆开战，清军有实力与之一战；英国人也认为，水上的胜利是不够的，是时候登陆广州城了。于是，新任英军司令卧乌古的一支部队如入无人之境般登陆北广州城，英军迅速占领了城北门外高地上的五座要塞。27日晨，正要下令攻打广州城门之际，卧乌古接到了英军全权代表查理·义律（Admiral Sir Charles Elliot）的信。信中陈述，广州知府余保纯已同意支付600万银元赎城费，并承诺保证奕山及调入广州的军队于六日内撤离。因此，义律同意不破坏广州城，卧乌古应停止进攻。义律和余保纯的停战谈判，使得这支部队无所事事地驻守在了城北高地。由于实行“以战养战”的后勤政策，这支部队的后勤补给出了问题。28日，部分英军开始下山侵占北郊的民房，抢劫粮食牲口，挖掘墓葬，甚至奸淫妇女。三元里抗英事件就是发生在这一背景之下。

## 事件经过

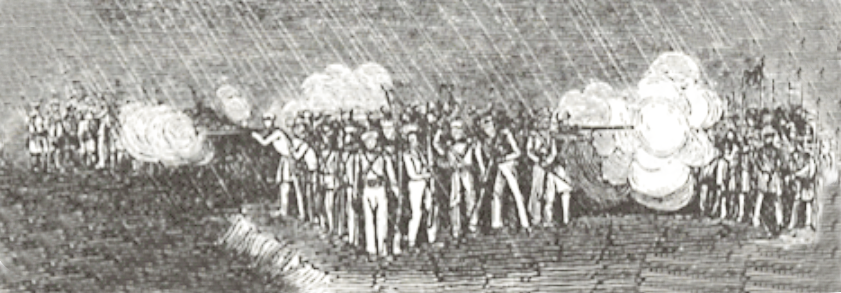
在三元里的英军（1841年5月）

三元里是廣州城北附近的一個小村莊。1841年5月底，英军攻占广州越秀山上的四方炮臺，并与当地清政府签订《广州和约》，在获取清政府赔款之后同意撤回香港。自此期间有英國士兵到三元里搶劫財物、強暴婦女。1841年5月29日上午，一队英军闯入广州城外北郊的三元里村，捉鸡捕鸭，抢劫扰民，青年菜农韦绍光妻子李喜模样俊俏，她刚从家中走出便遭英兵调戏，李喜一边反抗，一边呼救，三元里及其附近乡村的一万多乡勇闻讯赶来，以大刀、长矛、锄头、扁担等为武器砸向英兵，趁着天气阴雨，村民诱导英属印度陆军30人小分队到潮湿的沼泽地，在火枪无法射击发挥武器优势的情况下，重重围困印度军。英军派出两个海军连，携带不怕雨淋的“雷管枪”前来增援。被围困两小时之久的印度军撤回了英军阵地四方炮台。而民众不依不饶，集结10万之众(英方資料稱約1萬5千人)的队伍包围了四方炮台。以1841年5月29日为起点，三元里103乡民众自发组成平英团，展开抗英武装斗争。

## 事件结果
了解到情况后，英军总司令传话给当地长官广州知府余保纯，如果不解除义勇包围，英军主力将攻打并尽屠广州城。余葆纯向上级请示，广州城内的奕山等官员为了避免《广州和约》被废，令余葆纯劝退义勇，余葆纯从此也背上了“汉奸”、“卖国贼”的骂名。

## 相关评论
针对三元里抗英事件，当地流传民谣：“一声炮响，二律埋城，三元里顶住，四方炮台打烂，伍紫垣顶上，六百万讲和，七钱二兑足，八千斤大炮未烧，久久打下，十足输晒”。
道光二十一年（1841年），诗人张维屏目睹三元里人民抗英斗争，特作长诗《三元里》以颂扬：“三元里前声若雷，千众万众同时来。因义生愤愤生勇，乡民合力强徒摧。家家田庐须保卫，不待鼓声群作气。妇女齐心亦健儿，犁锄在手皆兵器。……”

## 轶事
时任广州知府余保纯因参与劝退集结的抗英民众而名誉扫地，在担任一次主考时，他被爱国考生将墨汁泼到脸上，于是，余保纯提前退休，郁郁而终。

## 参看
- 林则徐
- 三元里